# Глазовская епархия
Гла́зовская епа́рхия — епархия Русской Православной Церкви, объединяющая приходы в северной части Удмуртии (в границах Балезинского, Глазовского, Дебесского, Игринского, Кезского, Красногорского, Селтинского, Сюмсинского, Шарканского, Юкаменского и Ярского районов). Входит в состав Удмуртской митрополии.
В составе епархии 45 приходов, 43 храма (в том числе 7 строящихся), 2 часовни, 5 молитвенных домов и 9 комнат.

## История

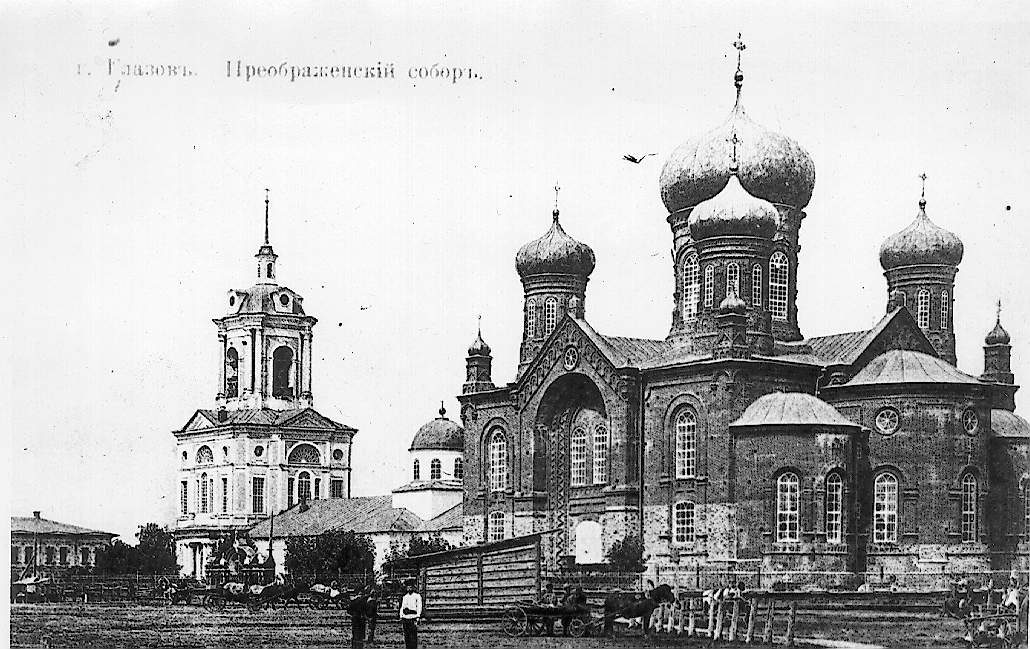
Преображенский собор в Глазове (историческое здание)

4 марта 1889 года по указу императора и Святейшего Синода было создано Глазовское викариатство. В докладе Синода необходимость учреждения Глазовского викариатства обосновывалась обширностью Вятской епархии, а также многочисленностью «обитающих в сей епархии магометан, язычников и раскольников». Глазовскому викарию было определено пребывать в Трифоновом Вятском монастыре. После учреждения Глазовское викариатство, ставшего 2-м викариатством Вятской епархии. Глазовский епископ священноисповедник Виктор (Островидов) с 1926 года пребывал в Глазове.
14 мая 1935 года епископ Авраамий (Дернов) был назначен правящим епископом самостоятельной Глазовской епархии. К тому времени в епархии насчитывалось 28 действующих храмов, что составляло примерно половину церквей, существовавших в Глазовском уезде в начале 1917 года. Кафедральным являлся Преображенский собор в Глазове. Глазовская епархия в соответствии с насаждавшимся светской властью принципом соотнесения епархиального деления с территориально-административным делением, входила в состав Кировского церковного округа. 5 февраля 1937 года, по докладу архиепископа Киприана (Комаровского), указом митрополита Сергия и Временного Священного Синода Ижевская и Глазовская епархии были изъяты из ведения Кировского архиерея.
10 мая 1937 года архиепископ Авраамий был арестован и на волю уже не вернулся, погибнув в 1942 году. 19 ноября 1943 года территория Глазговской епархии вошла в состав восстановленной Ижевской епархии.
26 декабря 2013 года решением Священного Синода епархия была возрождена, путём выделения её территории из состава Ижевской, и включена в состав новоучреждённой Удмуртской митрополии.

## Епископы
Глазовское викариатство Вятской епархии
- Никон (Богоявленский) (4 марта 1889 — 21 августа 1893)
- Симеон (Покровский) (31 октября 1893 — 12 ноября 1894)
- Варсонофий (Курганов) (10 декабря 1894 — 8 января 1904)
- Филарет (Никольский) (30 января — 27 ноября 1904)
- Павел (Поспелов) (17 января 1905 — 7 июня 1918)
- Виктор (Островидов) (14 сентября 1921 — 1924)
- Симеон (Михайлов) (5 марта 1924 — 22 декабря 1925)
- Виктор (Островидов) 2-й раз (1926)
- Симеон (Михайлов) (май 1926 — 21 июня 1927) 2-й раз
- Авраамий (Дернов) (22 февраля 1929 — 22 мая 1935)

Глазовская епархия
- Авраамий (Дернов) (22 мая 1935 — 1 мая 1942) арестован 10 мая 1937.
- Николай (Шкрумко) (26 декабря 2013 — 23 февраля 2014) в/у, митрополит Ижевский
- Викторин (Костенков) (23 февраля 2014 — 31 августа 2014) в/у, епископ Сарапульский
- Виктор (Сергеев) (с 31 августа 2014)

## Благочиния
- Балезинское благочиние
- Глазовское благочиние
- Дебесское благочиние
- Игринское благочиние
- Кезское благочиние
- Красногорское благочиние
- Селтинское благочиние
- Сюмсинское благочиние
- Ярское благочиние